# Imiesłów w języku angielskim
Imiesłów w języku angielskim – rodzaje imiesłowowych form czasownika w języku angielskim.
W języku angielskim używane są trzy rodzaje imiesłowów (participle):
1. present participle (imperfect participle, imiesłów czasu teraźniejszego), tworzony przez dodanie sufiksu -ing do czasownika (tworząc formę identyczną z gerundem, ale różniącą się użyciem),
2. past participle (imiesłów przeszły), zazwyczaj tworzony tak samo jak czasowniki w past tense, szczególnie w przypadku czasowników kończących się na -ed
3. perfect participle (imiesłów przeszły dokonany), tworzony z członu having oraz formy past participle.

Żaden z ww. rodzajów imiesłowów nie podlega odmianie.
| Bezokolicznik | Imiesłów czasu teraźniejszego | Imiesłów czasu przeszłego | Imiesłów przeszły dokonany | Imiesłów teraźniejszy bierny |
| ------------- | ----------------------------- | ------------------------- | -------------------------- | ---------------------------- |
| work          | working                       | worked                    | having worked              | being worked (on)            |
| talk          | talking                       | talked                    | having talked              | being talked                 |
| be            | being                         | been                      | having been                | -                            |
| have          | having                        | had                       | having had                 | -                            |
| go            | going                         | gone                      | having gone                | being gone                   |
| eat           | eating                        | eaten                     | having eaten               | being eaten                  |

## Imiesłów czasu teraźniejszego
Imiesłów (czynny) czasu teraźniejszego (Present Participle), zwany często -ing form, jest pod względem morfologicznym jednoznaczny z rzeczownikiem odsłownym (gerundium). Tworzy się go przez dodanie sufiksu -ing do formy pierwszego bezokolicznika: 
- go → going
- walk → walking.

Imiesłowów czasu teraźniejszego używa się przede wszystkim do tworzenia czasów w aspekcie postępującym (ciągłym): Present Progressive, Past Progressive, Present Perfect Progressive itp: I am waiting for the shops to open → Czekam, aż otworzą sklepy. She phoned whilst I was cooking → Ona dzwoniła, kiedy ja gotowałem. W języku polskim odpowiada najczęściej imiesłowowi przymiotnikowemu czynnemu („czytający”, „jedzący”).

## Imiesłów czasu przeszłego
Imiesłów czasu przeszłego (Past Participle), niekiedy zwany w języku polskim „trzecią formą czasownika angielskiego” jest cechą każdego czasownika angielskiego, z wyjątkiem czasowników modalnych. Tworzy się go przez dodanie sufiksu -ed do formy bezokolicznika. W języku polskim odpowiada najczęściej imiesłowowi przymiotnikowemu biernemu („czytany”, „jedzony”). Przykłady sposobu tworzenia:
- play → played
- walk → walked.

Oprócz tego istnieje duża grupa czasowników mocnych i nieregularnych, które tworzą imiesłów w odmienny sposób:
- come → come
- know → known.

Imiesłów czasu przeszłego używany jest do tworzenia: 
- czasów Present Perfect, Past Perfect, Future Perfect i Future in the Past Perfect: has walked, had come[4][5],
- strony biernej: was eaten, are drunk.

## Imiesłów przeszły dokonany
Imiesłów przeszły dokonany tworzy się przez dodanie imiesłowu biernego czasu przeszłego do imiesłowu teraźniejszego czasownika have: having read, having seen, having been shown. Używa się go do ukazania uprzedniości danego wydarzenia względem innego: Having bought the tickets, we proceeded to the platforms → Kupiwszy bilety, podążaliśmy w stronę peronów. Having been told the whole story, I was flabbergastged → Gdy opowiedziano mi tę historię, byłem osłupiały. W języku polskim odpowiednikiem jest imiesłów przysłówkowy uprzedni (imiesłów uprzedni czasu przeszłego): „zjadłszy”, „wróciwszy”.